# Списак предсједника Црне Горе
Ово је списак предсjедника Црне Горе, укључујући шефове држава Социјалистичке Републике Црне Горе, државе у саставу Социјалистичке Федеративне Републике Југославије и шефове држава Републике Црне Горе (1992–2006), државе у саставу Савезне Републике Југославије / Државне заједнице Србија и Црна Гора. Прије 1974. године шеф црногорске државе био је предсједник црногорског парламента. Предсједник се бира непосредно на петогодишњи мандат и Уставом је ограничен на највише два мандата. Поред тога што је главнокомандујући Оружаним снагама, председник има процедурална дужност да именује премијера уз сагласност Скупштине, и има одређени утицај на спољну политику. Кабинет предсједника налази се у Плавом двору, у некадашњој пријестоници Цетињу.

### СР Црна Гора (1943—1990)
| Ред                                                                              | Слика | Име                               | Трајање мандата — Изборни мандати | Трајање мандата — Изборни мандати | Странка                          |
| -------------------------------------------------------------------------------- | ----- | --------------------------------- | --------------------------------- | --------------------------------- | -------------------------------- |
| Предсједник Црногорске антифашистичке скупштине народног ослобођења 1943 — 1946. |       |                                   |                                   |                                   |                                  |
| N/A                                                                              |       | Нико Миљанић                      | 15. новембар 1943.                | 21. новембар 1946.                | Комунистичка партија Југославије |
| N/A                                                                              | —     | Нико Миљанић                      |                                   |                                   | Комунистичка партија Југославије |
| Предсједници президијума Народне скупштине НР Црне Горе 1946 — 1953.</small      |       |                                   |                                   |                                   |                                  |
| 1.                                                                               |       | Милош Рашовић                     | 21. новембар 1946.                | 6. новембар 1947.                 | Комунистичка партија Црне Горе   |
| 1.                                                                               | —     | Милош Рашовић                     |                                   |                                   | Комунистичка партија Црне Горе   |
| 2.                                                                               |       | Никола Ковачевић                  | 6. новембар 1947.                 | 4. фебруар 1953.                  | Комунистичка партија Црне Горе   |
| 2.                                                                               | —     | Никола Ковачевић                  |                                   |                                   | Комунистичка партија Црне Горе   |
| Предсједници Народне скупштине НР/СР Црне Горе 1953 — 1974.                      |       |                                   |                                   |                                   |                                  |
| 2.                                                                               |       | Никола Ковачевић                  | 4. фебруар 1953.                  | 15. децембар 1953.                | Савез комуниста Црне Горе        |
| 2.                                                                               | —     | Никола Ковачевић                  |                                   |                                   | Савез комуниста Црне Горе        |
| 3.                                                                               |       | Блажо Јовановић                   | 15. децембар 1953.                | 12. јул 1962.                     | Савез комуниста Црне Горе        |
| 3.                                                                               | —     | Блажо Јовановић                   |                                   |                                   | Савез комуниста Црне Горе        |
| 4.                                                                               |       | Филип Бајковић                    | 12. јул 1962.                     | 5. мај 1963.                      | Савез комуниста Црне Горе        |
| 4.                                                                               | —     | Филип Бајковић                    |                                   |                                   | Савез комуниста Црне Горе        |
| 5.                                                                               |       | Андрија Мугоша                    | 5. мај 1963.                      | 5. мај 1967.                      | Савез комуниста Црне Горе        |
| 5.                                                                               | —     | Андрија Мугоша                    |                                   |                                   | Савез комуниста Црне Горе        |
| 6.                                                                               |       | Вељко Милатовић                   | 5. мај 1967.                      | 6. октобар 1969.                  | Савез комуниста Црне Горе        |
| 6.                                                                               | —     | Вељко Милатовић                   |                                   |                                   | Савез комуниста Црне Горе        |
| 7.                                                                               |       | Видоје Жарковић                   | 6. октобар 1969.                  | 5. април 1974.                    | Савез комуниста Црне Горе        |
| 7.                                                                               | —     | Видоје Жарковић                   |                                   |                                   | Савез комуниста Црне Горе        |
| Предсједници Предсједништва СР Црне Горе 1974 — 1991.                            |       |                                   |                                   |                                   |                                  |
| 8.                                                                               |       | Вељко Милатовић                   | 5. април 1974.                    | 7. мај 1982.                      | Савез комуниста Црне Горе        |
| 8.                                                                               | —     | Вељко Милатовић                   |                                   |                                   | Савез комуниста Црне Горе        |
| 9.                                                                               |       | Веселин Ђурановић                 | 7. мај 1982.                      | 7. мај 1983.                      | Савез комуниста Црне Горе        |
| 9.                                                                               | —     | Веселин Ђурановић                 |                                   |                                   | Савез комуниста Црне Горе        |
| 10.                                                                              |       | Марко Орландић                    | 7. мај 1983.                      | 7. мај 1984.                      | Савез комуниста Црне Горе        |
| 10.                                                                              | —     | Марко Орландић                    |                                   |                                   | Савез комуниста Црне Горе        |
| 11.                                                                              |       | Миодраг Мишо Влаховић             | 7. мај 1984.                      | 7. мај 1985.                      | Савез комуниста Црне Горе        |
| 11.                                                                              | —     | Миодраг Мишо Влаховић             |                                   |                                   | Савез комуниста Црне Горе        |
| 12.                                                                              |       | Бранислав Шошкић                  | 7. мај 1985.                      | 7. мај 1986.                      | Савез комуниста Црне Горе        |
| 12.                                                                              | —     | Бранислав Шошкић                  |                                   |                                   | Савез комуниста Црне Горе        |
| 13.                                                                              |       | Радивоје Брајовић                 | 7. мај 1986.                      | 7. мај 1988.                      | Савез комуниста Црне Горе        |
| 13.                                                                              | —     | Радивоје Брајовић                 |                                   |                                   | Савез комуниста Црне Горе        |
| 14.                                                                              |       | Божина Ивановић                   | 7. мај 1988.                      | 13. јануар 1989.                  | Савез комуниста Црне Горе        |
| 14.                                                                              | —     | Божина Ивановић                   |                                   |                                   | Савез комуниста Црне Горе        |
| N/A                                                                              |       | вршилац дужности Слободан Симовић | 13. јануар 1989.                  | 17. март 1989.                    | Савез комуниста Црне Горе        |
| N/A                                                                              | —     | вршилац дужности Слободан Симовић |                                   |                                   | Савез комуниста Црне Горе        |
| 15.                                                                              |       | Бранко Костић                     | 17. март 1989.                    | 23. децембар 1990.                | Савез комуниста Црне Горе        |
| 15.                                                                              | —     | Бранко Костић                     |                                   |                                   | Савез комуниста Црне Горе        |

### Република Црна Гора / Црна Гора (1991—)
| Ред                                                        | Слика               | Име                              | Трајање мандата — Изборни мандати | Трајање мандата — Изборни мандати | Странка                                                             |
| ---------------------------------------------------------- | ------------------- | -------------------------------- | --------------------------------- | --------------------------------- | ------------------------------------------------------------------- |
| Предсједник Председништва Републике Црне Горе 1993 — данас |                     |                                  |                                   |                                   |                                                                     |
| 1. (16.)                                                   |                     | Момир Булатовић                  | 23. децембар 1990.                | 10. јануар 1993.                  | Савез комуниста Црне Горе/Демократска партија социјалиста Црне Горе |
| 1. (16.)                                                   | 1990.               | Момир Булатовић                  |                                   |                                   | Савез комуниста Црне Горе/Демократска партија социјалиста Црне Горе |
| Предсједници Републике Црне Горе/Црне Горе 1993 — данас    |                     |                                  |                                   |                                   |                                                                     |
| 1. (16.)                                                   |                     | Момир Булатовић                  | 10. јануар 1993.                  | 15. јануар 1998.                  | Демократска партија социјалиста Црне Горе                           |
| 1. (16.)                                                   | и 1992.             | Момир Булатовић                  |                                   |                                   | Демократска партија социјалиста Црне Горе                           |
| 2. (17.)                                                   |                     | Мило Ђукановић                   | 15. јануар 1998.                  | 25. новембар 2002.                | Демократска партија социјалиста Црне Горе                           |
| 2. (17.)                                                   | 1997.               | Мило Ђукановић                   |                                   |                                   | Демократска партија социјалиста Црне Горе                           |
| N/A                                                        |                     | вршилац дужности Филип Вујановић | 25. новембар 2002.                | 19. мај 2003.                     | Демократска партија социјалиста Црне Горе                           |
| N/A                                                        | -                   | вршилац дужности Филип Вујановић |                                   |                                   | Демократска партија социјалиста Црне Горе                           |
| N/A                                                        |                     | вршилац дужности Драган Кујовић  | 19. мај 2003.                     | 22. мај 2003.                     | Демократска партија социјалиста Црне Горе                           |
| N/A                                                        | -                   | вршилац дужности Драган Кујовић  |                                   |                                   | Демократска партија социјалиста Црне Горе                           |
| 3. (18.)                                                   |                     | Филип Вујановић                  | 22. мај 2003.                     | 20. мај 2018.                     | Демократска партија социјалиста Црне Горе                           |
| 3. (18.)                                                   | 2003, 2008. и 2013. | Филип Вујановић                  |                                   |                                   | Демократска партија социјалиста Црне Горе                           |
| 2. (17.)                                                   |                     | Мило Ђукановић                   | 20. мај 2018.                     | 20. мај 2023.                     | Демократска партија социјалиста Црне Горе                           |
| 2. (17.)                                                   | 2018.               | Мило Ђукановић                   |                                   |                                   | Демократска партија социјалиста Црне Горе                           |
| 4 (19.)                                                    |                     | Јаков Милатовић                  | 20. мај 2023.                     | Тренутно                          | Европа сад (2023—2024) Независан (2024—тренутно)                    |
| 4 (19.)                                                    | 2023.               | Јаков Милатовић                  |                                   |                                   | Европа сад (2023—2024) Независан (2024—тренутно)                    |